# Exoprosopa dodrans
Exoprosopa dodrans är en tvåvingeart som beskrevs av Osten Sacken 1877. Exoprosopa dodrans ingår i släktet Exoprosopa och familjen svävflugor. Inga underarter finns listade i Catalogue of Life.